# Прикордонна тиша
«Прикордонна тиша» (рос. «Пограничная тишина») — радянський художній телефільм 1965 року, знятий на кіностудії «Мосфільм».

## Сюжет
У прикордонному туркменському аулі Заранчі при загадкових обставинах помирає перукар. На стіні перукарні на рекламному портреті клієнта з'являються невідомо ким намальовані вусики… Незабаром в аул приїжджає новий майстер Калінкін. Вуса на портреті він зафарбовує… До нового перукаря приходить шофер і пред'являє пароль — підклеєну папірцем рубльову купюру. Наступної ночі з суміжного боку кордон переходить ворожий агент на прізвисько «Гюрза». Він теж прямує до Калінкіна. «Перукар», який виявився співробітником держбезпеки, після запеклої сутички затримує шпигуна.

## У ролях
- Микола Граббе — Василь Федорович, начальник застави
- Олег Голубицький — Сергій Петрович, лікар на прикордонній заставі
- Валентин Брилєєв — Калінкін, «Перукар»
- Людмила Карауш — Гюзель, продавчиня
- Микола Погодін — шофер
- А. Хуммедов — Чари
- Віктор Степанов — Єгоркін, прикордонник
- Леонід Кміт — порушник
- Вапа Мухамедов — Керім, провідник
- Антоніна Рустамова — Ірина Миколаївна, дружина начальника застави
- Аман Одаєв — Мурад, голова сільради
- Г. Дементьєв — епізод
- Данило Нетребін — майор
- Юрій Назаров — воєнком
- Анатолій Архангельський — Ага
- Володимир Носков — прикордонник

## Знімальна група
- Режисер — Аркадій Кольцатий
- Сценарист — Євген Помєщіков
- Оператор — Петро Терпсіхоров
- Композитор — Микита Богословський
- Художники — Михайло Карташов, Леонід Платов